# Lijst van brutoformules C12
Dit lemma is een onderdeel van de lijst van brutoformules met twaalf koolstofatomen.

## C12H0
| Brutoformule                      | Naam                                                                                            |
| --------------------------------- | ----------------------------------------------------------------------------------------------- |
| {\displaystyle {\ce {C12Al2O12}}} | Aluminiummellitaat {\displaystyle {\ce {Al2[C6(CO2)6]}}} ~ als Melliet                          |
| {\displaystyle {\ce {C12Cl6O6}}}  | Mellitinezuurhexachloride {\displaystyle {\ce {C6(COCl)6}}} ~ in "Reacties" van "Mellitinezuur" |
| {\displaystyle {\ce {C12F27N}}}   | Perfluortributylamine {\displaystyle {\ce {(C4F9)3N}}}                                          |
| {\displaystyle {\ce {C12O6}}}     | Hexoxotricyclobutabenzeen ~ in "Nieuwe oxides" van "Koolstofoxide (stofgroep)"                  |
| {\displaystyle {\ce {C12O8}}}     | Tetrameer van koolstofsuboxide ~ in "Polymere koolstofoxides" van "Koolstofoxide (stofgroep)"   |
| {\displaystyle {\ce {C12O9}}}     | Mellitinezuuranhydride                                                                          |
| {\displaystyle {\ce {C12O12}}}    | Benzeenhexoltrisoxalaat ~ in "Nieuwe oxides" van "Koolstofoxide (stofgroep)"                    |
| {\displaystyle {\ce {C12O12Os3}}} | Triosmiumdodecacarbonyl {\displaystyle {\ce {Os3(CO)12}}}                                       |
| {\displaystyle {\ce {C12O12Pb3}}} | Lood(II)mellitaat {\displaystyle {\ce {Pb3[C6(CO2)6]}}} ~ in "synthese"in "Mellitinezuur"       |
| {\displaystyle {\ce {C12O12Ru3}}} | Trirutheniumdodecacarbonyl {\displaystyle {\ce {Ru3(CO)12}}}                                    |

## C12H3
| Brutoformule                      | Naam                                                                                                |
| --------------------------------- | --------------------------------------------------------------------------------------------------- |
| {\displaystyle {\ce {C12H3N3O6}}} | paramide, het tris-imide van benzeenhexacarboonzuur ~ reactieproducte van Mellitinezuur en ammoniak |

## C12H4
| Brutoformule                           | Naam |
| -------------------------------------- | --- |
| {\displaystyle {\ce {C12H4ClNO2}}}     | Clomazon |
| {\displaystyle {\ce {C12H4Cl2F6N4OS}}} | Fipronil |
| {\displaystyle {\ce {C12H4Cl4O}}}      | Dibenzofuraan ~ als Dioxine                                                                                                  |
| {\displaystyle {\ce {C12H4Cl4O2}}}     | 2,3,7,8-Tetrachloordibenzo-p-dioxine ~ als Dioxine                                                                           |
| {\displaystyle {\ce {C12H4N4}}}        | Tetracyanochinodimethaan ~ IUPAC: 2,5-cyclohexadiene-1,4-diylidene)dimalononitrile ~ Ook wel: TCNQ; Tetracyanoquinodimethane |

## C12H5
| Brutoformule                          | Naam       |
| ------------------------------------- | ---------- |
| {\displaystyle {\ce {C12H5BrClF3N2}}} | Tralopyril |

## C12H6
| Brutoformule                          | Naam                                |
| ------------------------------------- | ----------------------------------- |
| {\displaystyle {\ce {C12H6Cl4O2S}}}   | Tetradifon                          |
| {\displaystyle {\ce {C12H6F2N2O2}}}   | Fludioxonil                         |
| {\displaystyle {\ce {C12H6N2O2}}}     | 1,5-naftaleendi-isocyanaat          |
| {\displaystyle {\ce {C12H6N2O8SSr2}}} | Strontiumranelaat                   |
| {\displaystyle {\ce {C12H6O2}}}       | Acenaftochinon                      |
| {\displaystyle {\ce {C12H6O3}}}       | Naftaleen-1,8-dicarbonzuuranhydride |
| {\displaystyle {\ce {C12H6O12}}}      | Mellitinezuur benzeenhexacarbonzuur |

## C12H7
| Brutoformule                        | Naam                                                      |
| ----------------------------------- | --------------------------------------------------------- |
| {\displaystyle {\ce {C12H7BN}}}     | Borabarreleen-perdeuteropyridine-adduct ~ uit borabenzeen |
| {\displaystyle {\ce {C12H7Cl2NO2}}} | 2,6-dichloorindofenol                                     |
| {\displaystyle {\ce {C12H7Cl2NO3}}} | Nitrofeen                                                 |
| {\displaystyle {\ce {C12H7Cl3O2}}}  | Triclosan                                                 |

## C12H8
| Brutoformule                      | Naam                                                          |
| --------------------------------- | ------------------------------------------------------------- |
| {\displaystyle {\ce {C12H8}}}     | Acenaftyleen                                                  |
| {\displaystyle {\ce {C12H8Cl6}}}  | Aldrin                                                        |
| {\displaystyle {\ce {C12H8Cl6O}}} | Dieldrin                                                      |
| {\displaystyle {\ce {C12H8N2}}}   | 1,10-fenantroline ~ als aromatische verbinding                |
| {\displaystyle {\ce {C12H8O}}}    | Capilline                                                     |
| {\displaystyle {\ce {C12H8O4}}}   | 1,8-Naftaleendicarbonzuur ~ IUPAC: Naftaleen-1,8-dicarbonzuur |
| {\displaystyle {\ce {C12H8O4}}}   | 2,6-Naftaleendicarbonzuur ~ IUPAC: Naftaleen-2,6-dicarbonzuur |
| {\displaystyle {\ce {C12H8S2}}}   | Thiantreen                                                    |

## C12H9
| Brutoformule                         | Naam                                                                                            |
| ------------------------------------ | ----------------------------------------------------------------------------------------------- |
| {\displaystyle {\ce {C12H9ClN2O3}}}  | Aclonifen                                                                                       |
| {\displaystyle {\ce {C12H9Cl2NO2}}}  | 2,6-dichloorindofenol ~ uit 2,6-dichloorindofenol                                               |
| {\displaystyle {\ce {C12H9F3NO2O2}}} | Leflunomide                                                                                     |
| {\displaystyle {\ce {C12H9N}}}       | Carbazool                                                                                       |
| {\displaystyle {\ce {C12H9NS}}}      | Fenothiazine                                                                                    |
| {\displaystyle {\ce {C12H9N2NaO5S}}} | Chrysoïne ~ Ook wel: acid orange 6; chrysoine; CI14270; E103; tropaeoline; Chrysoine resorcinol |

## C12H10
| Brutoformule                              | Naam                                                                                             |
| ----------------------------------------- | ------------------------------------------------------------------------------------------------ |
| {\displaystyle {\ce {C12H10}}}            | Acenafteen                                                                                       |
| {\displaystyle {\ce {C12H10}}}            | Bifenyl                                                                                          |
| {\displaystyle {\ce {C12H10}}}            | Heptaleen                                                                                        |
| {\displaystyle {\ce {C12H10ClN3O}}}       | Forchlorfenuron                                                                                  |
| {\displaystyle {\ce {C12H10ClP}}}         | Chloordifenylfosfaan ~Hydrolyse tot Fosfineoxide                                                 |
| {\displaystyle {\ce {C12H10Cl2N2}}}       | 3,3'-dichloorbenzidine                                                                           |
| {\displaystyle {\ce {C12H10CuLi}}}        | Lithiumdifenylkoper ~ als Gilman-reagens                                                         |
| {\displaystyle {\ce {C12H10F3N3O4}}}      | Nilutamide                                                                                       |
| {\displaystyle {\ce {C12H10Hg}}}          | Difenylkwik                                                                                      |
| {\displaystyle {\ce {C12H10LiP}}}         | Lithiumdifenylfosfine, {\displaystyle {\ce {\Phi_2PLi}}} ~ als organisch fosfide                 |
| {\displaystyle {\ce {C12H10Mg3O14}}}      | Magnesiumcitraat                                                                                 |
| {\displaystyle {\ce {C12H10N2}}}          | Azobenzeen                                                                                       |
| {\displaystyle {\ce {C12H10N2O}}}         | N-nitrosodifenylamine                                                                            |
| {\displaystyle {\ce {C12H10N2O2}}}        | 4-nitrodifenylamine                                                                              |
| {\displaystyle {\ce {C12H10N2O8S}}}       | Ranelinezuur                                                                                     |
| {\displaystyle {\ce {C12H10N3O3P}}}       | Difenylfosforylazide                                                                             |
| {\displaystyle {\ce {C12H10O}}}           | Difenylether                                                                                     |
| {\displaystyle {\ce {C12H10O}}}           | Bifenyl-2-ol ~ IUPAC: 2-fenylfenol                                                               |
| {\displaystyle {\ce {C12H10O2}}}          | 4,4'-Bifenol                                                                                     |
| {\displaystyle {\ce {C12H10O2}}}          | 1-Naftaleenazijnzuur                                                                             |
| {\displaystyle {\ce {C12H10O2Ti}}}        | Dicarbonylbis(cyclopentadienyl)titanium Formule: {\displaystyle {\ce {(\eta^{5}-C5H5)2Ti(CO)2}}} |
| {\displaystyle {\ce {C12H10O3}}}-polymeer | Styreen-maleïnezuuranhydride                                                                     |
| {\displaystyle {\ce {C12H10O4}}}          | Piperinezuur                                                                                     |
| {\displaystyle {\ce {C12H10O4S}}}         | Bisfenol S ~ IUPAC: 4,4'-sulfonyldifenol                                                         |
| {\displaystyle {\ce {C12H10S2}}}          | Difenyldisulfide                                                                                 |
| {\displaystyle {\ce {C12H10Se2}}}         | Difenyldiselenide                                                                                |
| {\displaystyle {\ce {C12H10Te2}}}         | Difenylditelluride                                                                               |

## C12H11
| Brutoformule                           | Naam                                                                              |
| -------------------------------------- | --------------------------------------------------------------------------------- |
| {\displaystyle {\ce {C12H11ClN2O5S}}}  | Furosemide                                                                        |
| {\displaystyle {\ce {C12H11N}}}        | 4-Aminobifenyl                                                                    |
| {\displaystyle {\ce {C12H11N}}}        | Difenylamine                                                                      |
| {\displaystyle {\ce {C12H11N3NaO6S2}}} | Fast yellow AB ~ IUPAC: natrium-2-amino-5-(4-sulfofenyl)-diazenylbenzeensulfonaat |
| {\displaystyle {\ce {C12H11N5}}}       | 6-benzyladenine                                                                   |
| {\displaystyle {\ce {C12H11NO2}}}      | Carbaryl ~ IUPAC: 1-naftylmethylcarbamaat                                         |
| {\displaystyle {\ce {C12H11P}}}        | Difenylfosfine                                                                    |
| {\displaystyle {\ce {C12H11P}}}        | Difenylfosfineoxide ~ als Fosfineoxide                                            |

## C12H12
| Brutoformule                           | Naam                                                                   |
| -------------------------------------- | ---------------------------------------------------------------------- |
| {\displaystyle {\ce {C12H12}}}         | 12-annuleen ~ als annuleen                                             |
| {\displaystyle {\ce {C12H12}}}         | 1,5-Dimethylnaftaleen ~ in synthese 2,6-dimethylnaftaleen              |
| {\displaystyle {\ce {C12H12}}}         | 2,6-Dimethylnaftaleen                                                  |
| {\displaystyle {\ce {C12H12}}}         | Tricyclobutabenzeen                                                    |
| {\displaystyle {\ce {C12H12As2N2O2}}}  | 3.3'-Diamino-4.4'-dihydroxy-arsenobenzeen ~ als arsfenamine, Salvarsan |
| {\displaystyle {\ce {C12H12BN}}}       | Borabarreleen-pyridine-adduct ~ uit borabenzeen                        |
| {\displaystyle {\ce {C12H12BrCl2N3O}}} | Bromuconazool                                                          |
| {\displaystyle {\ce {C12H12Br2N2}}}    | Diquatdibromide                                                        |
| {\displaystyle {\ce {C12H12ClN5O4S}}}  | Chloorsulfuron                                                         |
| {\displaystyle {\ce {C12H12Cr}}}       | Bis(benzeen)chroom ~ als organochroomverbinding                        |
| {\displaystyle {\ce {C12H12N2}}}       | Benzidine ~ Ook wel: 4,4'-diaminobifenyl ~ uit 1,2-difenylhydrazine    |
| {\displaystyle {\ce {C12H12N2}}}       | 1,2-Difenylhydrazine ~ Ook wel: difenylhydrazine, hydrazobenzeen       |
| {\displaystyle {\ce {C12H12N2}}}       | 4-aminodifenylamine                                                    |
| {\displaystyle {\ce {C12H12N2}}}       | Diquat ~ Ook wel: magenta                                              |
| {\displaystyle {\ce {C12H12N2OS2}}}    | DMAB-rhodanine ~ als Rhodanine-derivaat                                |
| {\displaystyle {\ce {C12H12N2O3}}}     | Fenobarbital                                                           |
| {\displaystyle {\ce {C12H12N2O2S}}}    | Dapson                                                                 |
| {\displaystyle {\ce {C12H12O4}}}       | Polybutyleentereftalaat                                                |

## C12H13
| Brutoformule                        | Naam                 |
| ----------------------------------- | -------------------- |
| {\displaystyle {\ce {C12H13ClN4}}}  | Pyrimethamine        |
| {\displaystyle {\ce {C12H13N}}}     | Rasagiline           |
| {\displaystyle {\ce {C12H13NO2}}}   | Indool-3-boterzuur   |
| {\displaystyle {\ce {C12H13N3}}}    | Pyrimethanil         |
| {\displaystyle {\ce {C12H13N5O2S}}} | Sulfamidochrysoïdine |

## C12H14
| Brutoformule                          | Naam                                                                              |
| ------------------------------------- | --------------------------------------------------------------------------------- |
| {\displaystyle {\ce {C12H14ClN5O2S}}} | Sulfamidochrysoïdinehydrochloride                                                 |
| {\displaystyle {\ce {C12H14Cl2N2}}}   | Paraquat ~ Ook wel: paraquatdichloride ~ International Chemical Safety Card: 0005 |
| {\displaystyle {\ce {C12H14N2O2}}}    | Carfedon                                                                          |
| {\displaystyle {\ce {C12H14N2O2}}}    | Primidon                                                                          |
| {\displaystyle {\ce {C12H14N2O6}}}    | Dinosebacetaat                                                                    |
| {\displaystyle {\ce {C12H14O4}}}      | Di-ethylftalaat                                                                   |
| {\displaystyle {\ce {C12H14O4}}}      | Resorcinol diglycidylether                                                        |

## C12H15
| Brutoformule                           | Naam                                                      |
| -------------------------------------- | --------------------------------------------------------- |
| {\displaystyle {\ce {C12H15AsN6S2}}}   | Melarsoprol                                               |
| {\displaystyle {\ce {C12H15ClNO4PS2}}} | Fosalon                                                   |
| {\displaystyle {\ce {C12H15Cl2NO5S}}}  | Thiamfenicol                                              |
| {\displaystyle {\ce {C12H15N}}}        | MPTP ~ IUPAC: 1-methyl-4-fenyl-1,2,3,6-tetrahydropyridine |
| {\displaystyle {\ce {C12H15NO3}}}      | Carbofuran                                                |
| {\displaystyle {\ce {C12H15N2O3PS}}}   | Foxim                                                     |
| {\displaystyle {\ce {C12H15N3O2S}}}    | Albendazol                                                |
| {\displaystyle {\ce {C12H15N3O3}}}     | Triallylcyanuraat                                         |
| {\displaystyle {\ce {C12H15N3O6}}}     | Triglycidylisocyanuraat                                   |

## C12H16
| Brutoformule                       | Naam |
| ---------------------------------- | --- |
| {\displaystyle {\ce {C12H16}}}     | Cyclohexylbenzeen ~ Ook wel: (fenylcyclohexaan)                                                                           |
| {\displaystyle {\ce {C12H16}}}     | 5-(o-Tolyl)pent-2-een ~ in synthese 2,6-dimethylnaftaleen                                                                 |
| {\displaystyle {\ce {C12H16}}}     | 1,5-Dimethyltetraline ~ in synthese 2,6-dimethylnaftaleen                                                                 |
| {\displaystyle {\ce {C12H16N2}}}   | Benzylpiperazine |
| {\displaystyle {\ce {C12H16N2}}}   | Dimethyltryptamine ~ Ook wel: N,N-dimethyltryptamine of nigerine ~ als tryptamine-derivaat                                |
| {\displaystyle {\ce {C12H16N2}}}   | α-Ethyltryptamine ~ als tryptamine-derivaat                                                                               |
| {\displaystyle {\ce {C12H16N2}}}   | N-Ethyltryptamine ~ als tryptamine-derivaat                                                                               |
| {\displaystyle {\ce {C12H16N2O}}}  | Bufotenine ~ als tryptamine-derivaat                                                                                      |
| {\displaystyle {\ce {C12H16N2O}}}  | Psilocine ~ als tryptamine-derivaat                                                                                       |
| {\displaystyle {\ce {C12H16N2O3}}} | Hexobarbital |
| {\displaystyle {\ce {C12H16O2}}}   | Cyclohexylbenzeenhydroperoxide ~ als tussenproduct tussen Cyclohexylbenzeen enerzijds en Fenol en Cyclohexanon anderzijds |
| {\displaystyle {\ce {C12H16O7}}}   | Arbutine |

## C12H17
| Brutoformule                        | Naam                                                                                |
| ----------------------------------- | ----------------------------------------------------------------------------------- |
| {\displaystyle {\ce {C12H17NO}}}    | DEET ~ IUPAC: N,N-di-ethyl-meta-toluamide ~ Ook wel: N,N-di-ethyl-3-methylbenzamide |
| {\displaystyle {\ce {C12H17NO2}}}   | MDEA                                                                                |
| {\displaystyle {\ce {C12H17NO3Si}}} | Fenylsilatraan                                                                      |
| {\displaystyle {\ce {C12H17N2O4P}}} | Psilocybine                                                                         |
| {\displaystyle {\ce {C12H17N4OS}}}  | Thiamine                                                                            |

## C12H18
| Brutoformule                         | Naam                                                                                              |
| ------------------------------------ | ------------------------------------------------------------------------------------------------- |
| {\displaystyle {\ce {C12H18}}}       | 1,5,9-cyclododecatrieen                                                                           |
| {\displaystyle {\ce {C12H18}}}       | 1,4-di-isopropylbenzeen ~ in synthese hydrochinon                                                 |
| {\displaystyle {\ce {C12H18}}}       | Hexamethylbenzeen ~ in synthese 2,6-dimethylnaftaleen                                             |
| {\displaystyle {\ce {C12H18Br6}}}    | 1,2,5,6,9,10-Hexabroomcyclododecaan                                                               |
| {\displaystyle {\ce {C12H18ClN4OS}}} | Thiamine.HCl                                                                                      |
| {\displaystyle {\ce {C12H18Cl2N2O}}} | Clenbuterol ~ IUPAC: 1-(4-amino-3,5-dichloro-fenyl)-2-(tert-butylamino)ethanol                    |
| {\displaystyle {\ce {C12H18N2O}}}    | Isoproturon ~ IUPAC:3-(4-isopropylfenyl)-1,1-dimethylureum                                        |
| {\displaystyle {\ce {C12H18N2O2}}}   | Isoforondi-isocyanaat                                                                             |
| {\displaystyle {\ce {C12H18N4O6S}}}  | Oryzalin                                                                                          |
| {\displaystyle {\ce {C12H18O}}}      | 2,5-di-isopropylfenol ~ als bijproduct in synthese van 2,4,6-tri-isopropylfenol                   |
| {\displaystyle {\ce {C12H18O}}}      | Propofol ~ IUPAC: 2,6-di-iso-propylfenol                                                          |
| {\displaystyle {\ce {C12H18O}}}      | 2,4-dimethyl-6-tert-butylfenol                                                                    |
| {\displaystyle {\ce {C12H18O}}}      | 3-Methyl-5-fenylpentanol                                                                          |
| {\displaystyle {\ce {C12H18O}}}      | Propofol ~ IUPAC: 2,6-di-isopropylfenol ~ als bijproduct in synthese van 2,4,6-tri-isopropylfenol |
| {\displaystyle {\ce {C12H18O}}}      | Amylmetacresol                                                                                    |
| {\displaystyle {\ce {C12H18O2}}}     | Carvylacetaat                                                                                     |
| {\displaystyle {\ce {C12H18O2}}}     | 4-Hexylresorcinol                                                                                 |
| {\displaystyle {\ce {C12H18O3}}}     | Jasmijnzuur                                                                                       |
| {\displaystyle {\ce {C12H18O4}}}     | Dibutylsquaraat ~ als ester van Kwadraatzuur                                                      |
| {\displaystyle {\ce {C12H18O12}}}    | Benzeenhexolhexa-acetaat als ~ benzeenhexol-ester                                                 |

## C12H19
| Brutoformule                         | Naam                                          |
| ------------------------------------ | --------------------------------------------- |
| {\displaystyle {\ce {C12H19Cl3O8}}}  | Sucralose                                     |
| {\displaystyle {\ce {C12H19NO2}}}    | (2-Octyl)-2-cyanoacrylaat ~ als cyanoacrylaat |
| {\displaystyle {\ce {C12H19NO3}}}    | Trimethoxyamfetamine                          |
| {\displaystyle {\ce {C12H19NO20S3}}} | Heparine                                      |

## C12H20
| Brutoformule                        | Naam                            |
| ----------------------------------- | ------------------------------- |
| {\displaystyle {\ce {C12H20N2O3S}}} | Sotalol                         |
| {\displaystyle {\ce {C12H20N4O2}}}  | Hexazinon                       |
| {\displaystyle {\ce {C12H20O2}}}    | Bornylacetaat                   |
| {\displaystyle {\ce {C12H20O2}}}    | Geranylacetaat ~ in citronellal |
| {\displaystyle {\ce {C12H20O2}}}    | Isobornylacetaat                |
| {\displaystyle {\ce {C12H20O7}}}    | Tri-ethylcitraat                |

## C12H21
| Brutoformule                         | Naam        |
| ------------------------------------ | ----------- |
| {\displaystyle {\ce {C12H21N}}}      | Memantine   |
| {\displaystyle {\ce {C12H21NO8S}}}   | Topiramaat  |
| {\displaystyle {\ce {C12H21N2O3PS}}} | Diazinon    |
| {\displaystyle {\ce {C12H21N3O3}}}   | Pyrrolysine |
| {\displaystyle {\ce {C12H21N5O2S2}}} | Nizatidine  |

## C12H22
| Brutoformule                       | Naam |
| ---------------------------------- | --- |
| {\displaystyle {\ce {C12H22O}}}    | Cyclododecanon ~ in bereiding polyamide 12                                                                     |
| {\displaystyle {\ce {C12H22O}}}    | Dodecadien-1-ol ~ Codlemon is (E,E)-dodeca-8,10-dien-1-ol                                                      |
| {\displaystyle {\ce {C12H22O}}}    | Geosmine |
| {\displaystyle {\ce {C12H22CaO4}}} | Calciumgluconaat                                                                                               |
| {\displaystyle {\ce {C12H22O4}}}   | Dodecaandizuur ~ Formule: HOOC(CH2)10COOH ~ uit cyclododecaan                                                  |
| {\displaystyle {\ce {C12H22O4}}}   | Di-isopropyladipaat                                                                                            |
| {\displaystyle {\ce {C12H22O6}}}   | Tri-ethyleenglycoldiglycidylether                                                                              |
| {\displaystyle {\ce {C12H22O11}}}  | Cellobiose ~ vergeleken met gentiobiose                                                                        |
| {\displaystyle {\ce {C12H22O11}}}  | Gentiobiose ~ Ook wel: amygdalose                                                                              |
| {\displaystyle {\ce {C12H22O11}}}  | lactose ~ Ook wel: glucose-galactose ~ als disacharide                                                         |
| {\displaystyle {\ce {C12H22O11}}}  | lactulose |
| {\displaystyle {\ce {C12H22O11}}}  | Maltose ~ Ook wel: α-D-glucopyranosyl-(1→4)-β-D-glucopyranose ~ in karamellisatie ~ vergeleken met gentiobiose |
| {\displaystyle {\ce {C12H22O11}}}  | Sacharose ~ Ook wel: glucose-fructose ~ in karamellisatie ~ als disacharide                                    |
| {\displaystyle {\ce {C12H22O11}}}  | Trehalose ~ vergeleken met gentiobiose                                                                         |

## C12H23
| Brutoformule                             | Naam |
| ---------------------------------------- | --- |
| {\displaystyle {\ce {C12H23N}}}          | Dicyclohexylamine |
| {\displaystyle {\ce {C12H23NO}}}         | Cyclododecanonoxime ~ in bereiding polyamide 12                                                                                      |
| {\displaystyle {\ce {C12H23NO}}}         | Laurolactam ~ in bereiding polyamide 12                                                                                              |
| {\displaystyle {\ce {C12H23N}}}-polymeer | Polyamide 12 |
| {\displaystyle {\ce {C12H23NaO4S}}}      | Natriumdodecylsulfaat ~ Ook wel: natriumlaurylsulfaat, SLS (Engels: sodium lauryl sulphate)), SDS (Engels: sodium dodecyl sulphfate) |

## C12H24
| Brutoformule                           | Naam                                                        |
| -------------------------------------- | ----------------------------------------------------------- |
| {\displaystyle {\ce {C12H24}}}         | Cyclododecaan ~ als cycloalkaan ~ in bereiding polyamide 12 |
| {\displaystyle {\ce {C12H24CaN2O6S2}}} | Calciumcyclamaat                                            |
| {\displaystyle {\ce {C12H24N2O3}}}     | 2,2'-Dimorfolinodi-ethylether                               |
| {\displaystyle {\ce {C12H24N2O4}}}     | Carisoprodol                                                |
| {\displaystyle {\ce {C12H24O}}}        | Cyclododecanol ~ in bereiding polyamide 12                  |
| {\displaystyle {\ce {C12H24O2}}}       | Laurinezuur ~ IUPAC: dodecaanzuur ~ als verzadigd vetzuur   |
| {\displaystyle {\ce {C12H24O3}}}       | Texanol                                                     |
| {\displaystyle {\ce {C12H24O6}}}       | 18-Kroon-6                                                  |
| {\displaystyle {\ce {C12H24O11}}}      | Isomalt                                                     |
| {\displaystyle {\ce {C12H24O11}}}      | Lactitol                                                    |
| {\displaystyle {\ce {C12H24O11}}}      | Maltitol                                                    |

## C12H25
| Brutoformule                        | Naam |
| ----------------------------------- | --- |
| {\displaystyle {\ce {C12H25NaO4S}}} | Natriumdodecylsulfaat ~ Ook wel: NaDS, NDS, SDS (Engels: natrium = sodium), SLS (Engels: natrium = sodium, dodecyl = lauryl) |

## C12H26
| Brutoformule                         | Naam                           |
| ------------------------------------ | ------------------------------ |
| {\displaystyle {\ce {C12H26}}}       | Dodecaan                       |
| {\displaystyle {\ce {C12H26O}}}      | Dodecaan-1-ol ~ als Vetalcohol |
| {\displaystyle {\ce {C12H26O6S2P4}}} | Dioxathion                     |
| {\displaystyle {\ce {C12H26S}}}      | 1-Dodecaanthiol                |

## C12H27
| Brutoformule                       | Naam |
| ---------------------------------- | --- |
| {\displaystyle {\ce {C12H27Al}}}   | Tri-isobutylaluminium ~ Formule: {\displaystyle {\ce {Al(CH2CH(CH3)2)3}}} ~ als katalysator bij vorming polydioxanon |
| {\displaystyle {\ce {C12H27AlO3}}} | Aluminium-t-butoxide ~ Formule: {\displaystyle {\ce {Al(OtBu)3}}} ~ in de Oppenauer-oxidatie                         |
| {\displaystyle {\ce {C12H27ClSn}}} | Tributyltinchloride {\displaystyle {\ce {(C4H9)3SnCl}}}                                                              |
| {\displaystyle {\ce {C12H27N}}}    | Tributylamine |
| {\displaystyle {\ce {C12H27OPS3}}} | Tribufos ~ Formule: {\displaystyle {\ce {(CH3CH2CH2CH2S)3PO}}} ~ als plantengroeiregelaar                            |
| {\displaystyle {\ce {C12H27O4P}}}  | Tributylfosfaat |

## C12H28
| Brutoformule                         | Naam                                                 |
| ------------------------------------ | ---------------------------------------------------- |
| {\displaystyle {\ce {C12H28BLi}}}    | L-selectride {\displaystyle {\ce {Li[(2-C4H9)3BH]}}} |
| {\displaystyle {\ce {C12H28Mg3O23}}} | Magnesiumcitraatnonahydraat ~ als Magnesiumcitraat   |
| {\displaystyle {\ce {C12H28Sn}}}     | Tributyltinhydride                                   |

## C12H29
| Brutoformule                       | Naam                   |
| ---------------------------------- | ---------------------- |
| {\displaystyle {\ce {C12H29NO4S}}} | Ammoniumdodecylsulfaat |